# Yamaha XS 500
Die XS 500 ist ein Touren-Motorrad mit luftgekühltem Zweizylinder-Viertaktmotor des japanischen Motorradherstellers Yamaha Motor Co., Ltd. und war das erste Serienmotorrad mit Vierventil-Zylinderkopf. Es kam 1973 als TX 500 auf den Markt und war, technisch in einigen Punkten weiterentwickelt, in Deutschland von 1976 bis 1979 als XS 500 im Yamaha-Programm.

## Technik
Der Motor ist ein quer eingebauter Parallel-Twin (Gegenläufer) mit vier Ventilen pro Zylinder und zwei obenliegenden Nockenwellen (DOHC=Double Over Head Camshaft), welche von einer Duplex-Rollenkette angetrieben werden. Das Motorrad kann sowohl mit dem Kick-, als auch mit dem Elektrostarter angelassen werden. Der Primärtrieb erfolgt über ein geradeverzahntes Stirnradgetriebe. Der Motor wird durch eine Nasssumpfschmierung (Ölinhalt 3,2 Liter) geschmiert. Die Ausgleichswelle zur Schwingungstilgung wird von einer Einfach-Rollenkette angetrieben. Der Hubraum beträgt 498 cm³, Bohrung × Hub: 73 mm × 59,6 mm,
Verdichtungsverhältnis 8,5 : 1. Zwei Mikuni-Gleichdruckvergaser (Ø 38 mm) versorgen den Motor mit dem nötigen Kraftstoff-Luft-Gemisch.
Als Zündanlage dient eine Batteriezündung mit zwei Unterbrecherkontakten, Wechselstromgenerator 180 Watt, die Batterie weist eine Kapazität von 12 Volt/14 Amperestunden auf.
Die maximale Motorleistung beträgt 35,3 kW (48,5 PS) bei 8.500 min−1. Das maximale Drehmoment: 43,5 N m (4,44 mkp) liegt bei 6.500 min−1 an.

## Kraftübertragung
Über ein klauengeschaltetes 5-Gang-Getriebe sowie eine Einfach-Rollenkette (5/8" × 3/8") wird die Kraft zum Hinterrad übertragen.

## Bremsen
Gebremst wird vorne und hinten mit einer hydraulisch betätigten Scheibenbremse (vorn Ø 300 mm, hinten Ø 270 mm), doppelte Scheibe vorn gegen Aufpreis (1976: 480 DM),
Modell 1979: vorn Ø 258 mm, hinten Ø 226 mm

## Weitere Daten
Motor und Getriebe sitzen in einem Doppelschleifen-Rohrrahmen aus Stahlrohr. Der Radstand ist 1400 mm. Der Tankinhalt beträgt 15,5 Liter. Es ist eine 2-in-2-Auspuffanlage verbaut, d. h. mit einem Schalldämpfer auf jeder Seite.
Die XS 500 rollt vorne auf Reifen der Größe 3.25 H 19, hinten werden 4.00 H 18 aufgezogen.

## Fahrleistungen
Die Höchstgeschwindigkeit beträgt 171,4 km/h (Testwert, solo langliegend).
Die Beschleunigung ist: 0–100 km/h in 6,5 s (Testwert, solo)

## Bewertung durch die Fachpresse
Wer einen laufruhigen Reihenzweizylinder will, muss ihm Ausgleichswellen spendieren. Das taten die Japaner zunehmend, Yamaha unter dem herrlich wichtigen Namen Omni-Phase-Balancer-System. Nippons Söhne lieben solche Anglizismen, dieser benennt bei der TX 500 eine Ausgleichswelle mit zwei Gegengewichten. Sie liegt hinter der Zylinderbank, eine recht lange Kette sorgt für Schwung, und dieser Kette gönnte Yamaha keinen automatischen Kettenspanner. Pech für die Kunden. Außerdem hatte die TX lausig schlechte Vergaser. Kein vernünftiger Leerlauf, unmotiviertes Ruckeln - ein Graus. Aber nicht aussichtslos, und deshalb bekam das Motorrad eine zweite Chance. Mikuni-Vergaser, bessere Kettenspanner, modernes Kantendesign und neumodische Leichtmetallräder machten aus der TX eine XS, und unter diesem gut beleumundeten Kürzel wagte Mitsui ab 1976 den Import. Motorrad-Online vom 18. Juli 2013

## Damaliger Neupreis
- Preis 5.250 DM (1976)[Anm 1]

## Verkaufszahlen und Ersatzteilversorgung
Marktsituation: Knapp 3000 XS 500 wurden zwischen 1976 und 1980 abgesetzt. Die meisten davon sind verschrottet, wenige haben Liebhaber gefunden. Es gibt Angebote unter 500 Euro. Vorsicht: Die Zylinderköpfe der 76er-Exemplare sollten nachweislich bei Mitsui umgerüstet worden sein. Spätere XS 500 sind ab Werk schon hitzebeständig. Grundsätzlich ist die Technik solide und gut zu warten.
Aufs Reparieren und Restaurieren dieser doch ziemlich seltenen Yamaha hat sich niemand spezialisiert. Ersatzteilversorgung unbefriedigend. Vor allem Kettenschlösser der eigenwilligen Duplex-Steuerkette sind kaum zu bekommen. (Stand 2013)